# خلیل رشید محمدزاده
خلیل رشید محمدزاده (زادهٔ ۱۰ خرداد ۱۳۳۲) کشتی‌گیر اهل ایران است. او در رقابت‌های ۴۸ کیلوگرم فرنگی مردان در بازی‌های المپیک تابستانی ۱۹۷۶ شرکت کرد.